# Lamasi várkastély
A lamasi várkastély egy olyan 21. századi építmény a perui Lamas városában, amely a régi európai várkastélyokat utánozza. Különlegessége és egyedisége (egész Amazóniában nincs több várkastély) miatt kedvelt turisztikai célpont.

## Története
A „mesebeli” várkastély építtetője az olasz (torinói születésű) Nicola Felice Aquilano volt, aki korábban a helyi dohányiparban dolgozott, majd – mivel elmondása szerint hiányoztak neki szülőhelye középkori építményei – egy 2005-ös földrengés után nekilátott a kastély felépítésének, amihez kézzel faragott köveket használt fel. Kezdetben az egész épület csak az építtető lakhelye volt, de 2007-ben, engedve a többektől érkező kérésnek, megnyitotta azt a nagyközönség előtt is, ő maga pedig az egyik toronyba költözött.

## Leírás
Az épület a Peru középpontjától északra fekvő San Martín megye északi részén, Lamasban található, a Jirón Martín de la Riva y Herrera utca kanyarulatában. Az ötszintes kőépület a reneszánsz stílust utánzó kisebb-nagyobb tornyokkal, lépcsőkkel, lőrésszerű ablakokkal, csipkés mellvédekkel rendelkezik, a felső szintek ablakaiból jó kilátás nyílik a néhány kilométerre kanyargó Mayo folyóra és az azt körülvevő őserdőre is. Udvarán úszómedence is található.
Belső termeinek egy részét egy tarapotói autodidakta festő, Geenss Archentti Flores akrilfestékes alkotásai díszítik, amelyek többek között Dante Alighierit, Bacchust és vallási témákat ábrázolnak, az egyik terem mennyezetét pedig 195 madárfaj festett képével borította be.

## Képek

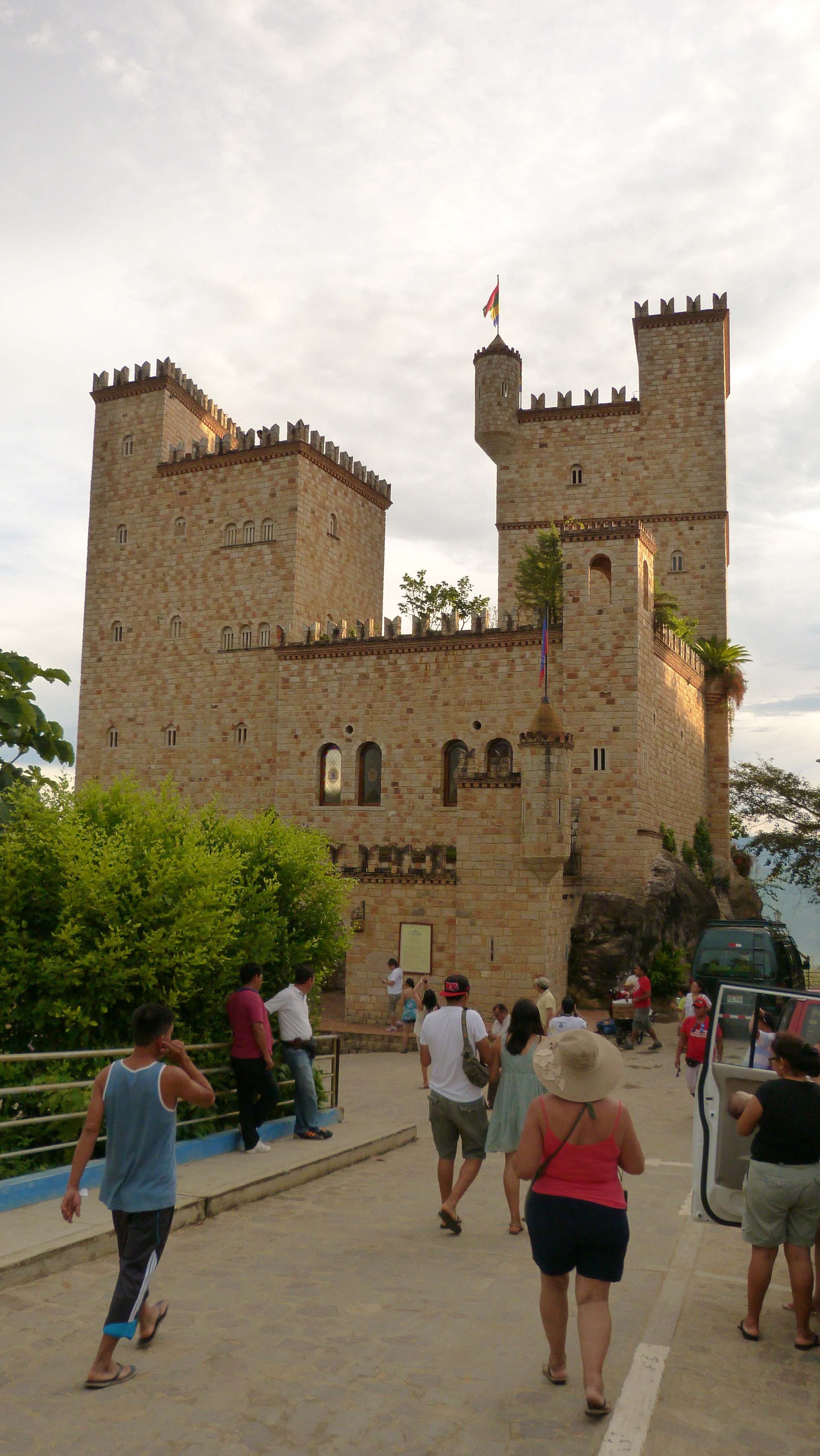
A várkastély és turisták
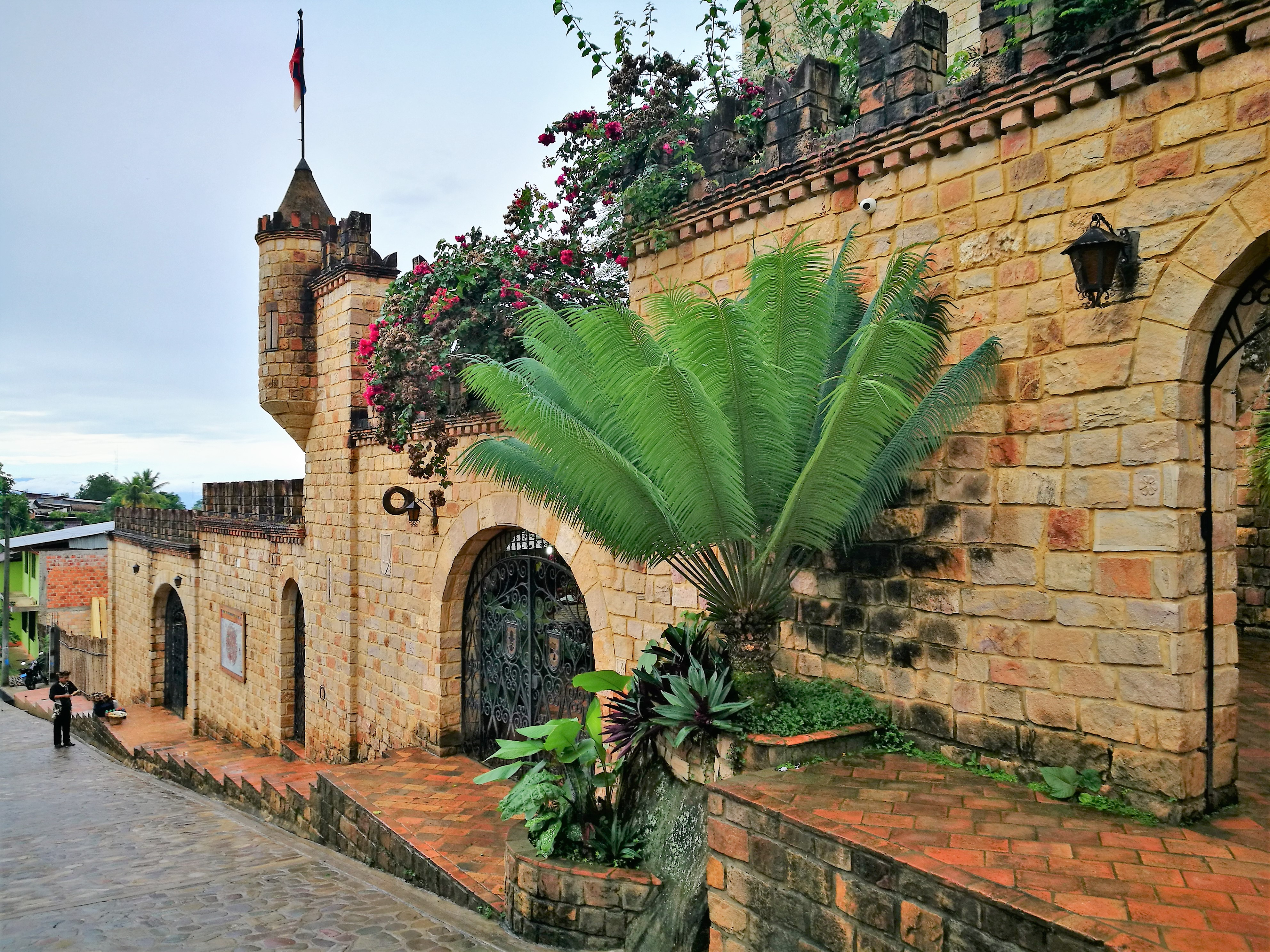
Épületrészlet
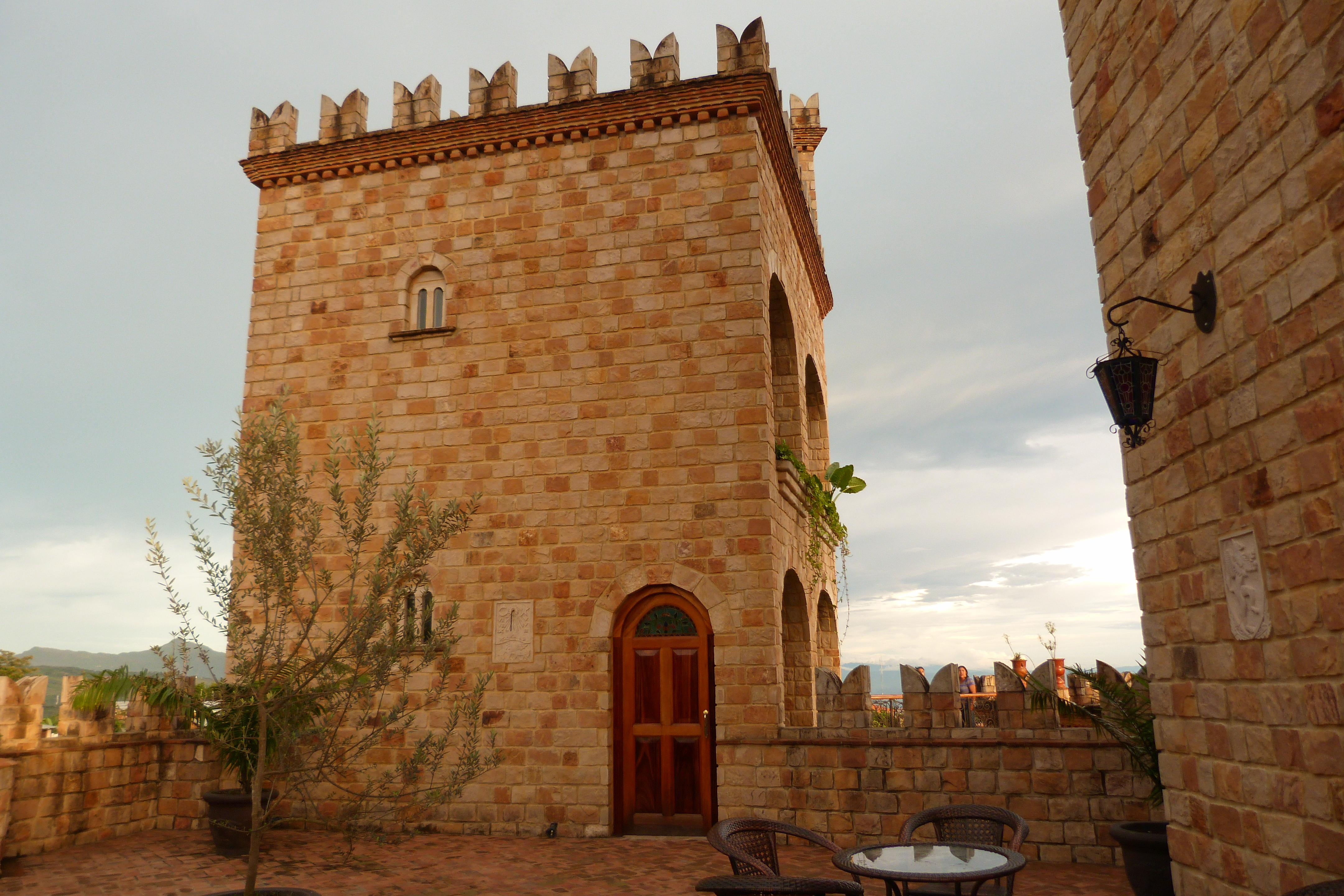
Egy torony
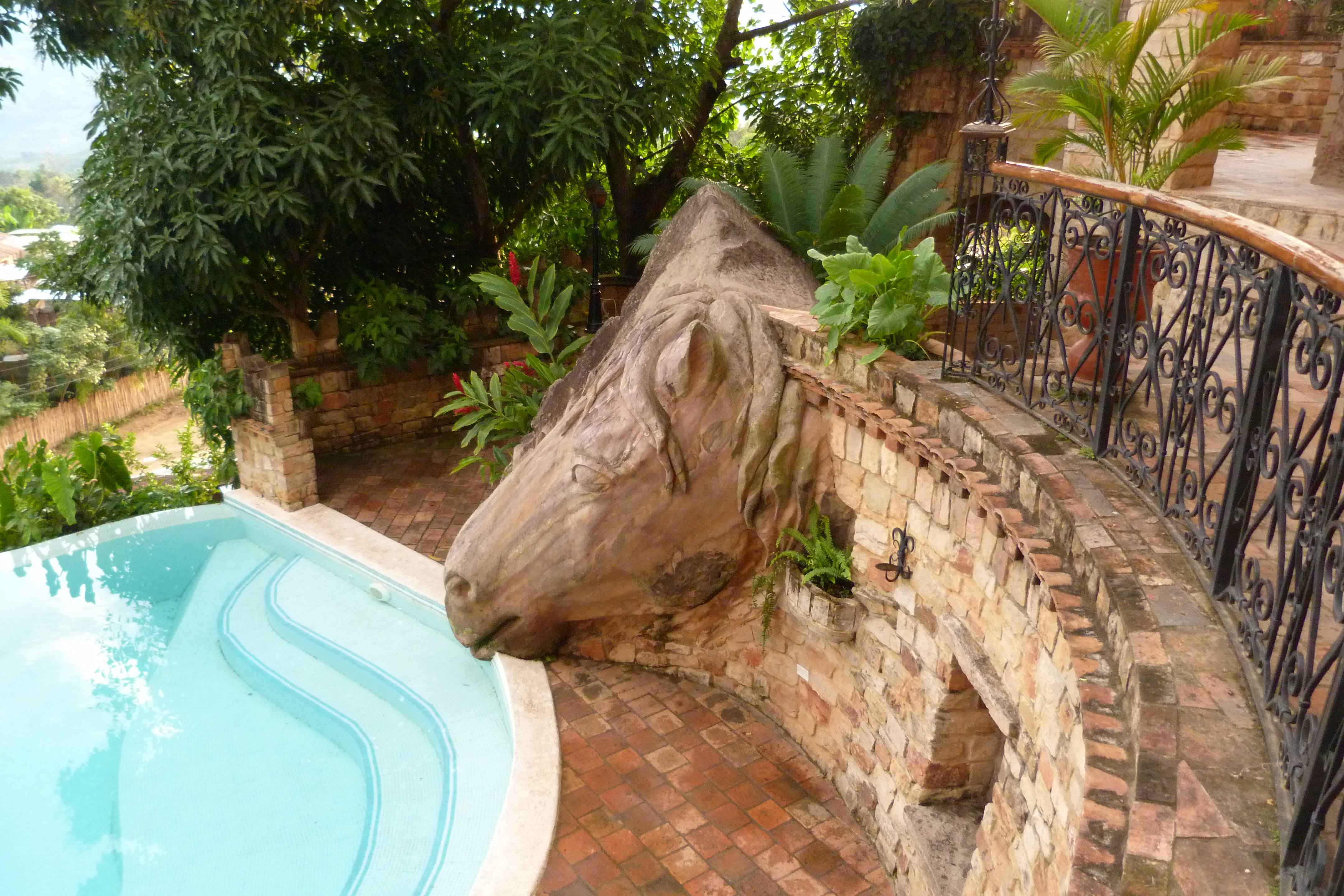
Belső udvari részlet az úszómedencével